# Charles Austin Beard
Charles Austin Beard (Knightstown, 27 novembre 1874 – New Haven, 1º settembre 1948) è stato uno storico, scrittore e sociologo statunitense.

## Biografia
Insieme a Frederick Jackson Turner, fu uno dei più influenti storici statunitensi della prima metà del XX secolo.
Era stato professore di storia alla Columbia University e nella Johns Hopkins University di Baltimora. Nelle sue opere vi era una rivalutazione dei padri fondatori degli Stati Uniti, che riteneva fossero mossi più da principi economici che dai principi filosofici. Il libro più influente di Beard, An Economic Interpretation of the Constitution of the United States (1913), è stato oggetto di grandi controversie sin dalla sua pubblicazione. Sebbene criticato spesso per la sua metodologia e le sue conclusioni, è stato responsabile di un'ampia reinterpretazione della storia statunitense dell'era della fondazione. Fu anche coautore, insieme alla moglie Mary Beard, di The Rise of American Civilization (1927), che ebbe una grande influenza sugli storici statunitensi.
Lo storico scozzese Denis W. Brogan riteneva che Beard avesse perso gran parte della propria reputazione durante la Guerra Fredda, non perché le sue opinioni fossero errate, ma perché gli americani erano meno disposti ad accettarle. Nel 1965 scrisse; "L'idea che la Costituzione fosse stata un tentativo riuscito di reprimere la democrazia eccessiva, che fosse stato un trionfo per la proprietà (e) i grandi affari sembravano bestemmie a molti e un atto di quasi tradimento nella pericolosa crisi attraverso cui la fede e la pratica politica americana stavano passando".
Hofstadter definì Beard come "il più importante tra gli storici americani della sua o di qualsiasi generazione nella ricerca di un passato utilizzabile".